# Cryptocarya lancifolia
Cryptocarya lancifolia är en lagerväxtart som beskrevs av André Joseph Guillaume Henri Kostermans. Cryptocarya lancifolia ingår i släktet Cryptocarya och familjen lagerväxter. Inga underarter finns listade i Catalogue of Life.